# Mester István (plébános)
Mester István (Gyöngyös, 1815. július 30. – Szirák, 1862. június 2.) római katolikus plébános.

## Életútja
Mester József és Párvy Erzsébet polgári szülők fia. A gimnázium I-VI. osztályát szülővárosában 1826-tól 1832-ig járta; ekkor az egri papnevelőbe lépett és a négy évi teológiát elvégezvén, 1838. április 20-án Rozsnyón misés pappá szenteltetett fel. Segédlelkész volt Patán két hónapig, december 12-től Szihalmon, ahol egyszersmind községi tanító is volt. 1840 februárjában Egyekre rendeltetett, ahol a német és francia nyelvben is kiművelte magát. 1841. november 13-án tanulmányi felügyelőnek nevezte ki püspöke. 1843. július 25-én az újjászervezett megye tőtanítóképzőnél másodtanárnak, december 25-én egyszersmind a Foglár-intézet aligazgatójának neveztetett ki; 1845. február 22-én a miskolci tanítóképzőnek lett rendes tanára. 1845-ben a helytartótanács külföldre küldte a németországi, különösen a bajor tanítóképzők tanulmányozására. A miskolci megyeteremben a konzervatív párt védelmére mondott beszédeivel feltűnést keltett, különösen 1848-ban; ez év végén sajóvámosi plébános lett, ezen plébániába azonban csak 1852. április 20-án iktattatott be. 1856. május 10-én Szirákra ment szintén plébánosnak.
Nevelés és tanítást tárgyaló cikkeket írt a Századunkba, a Nemzeti Ujságba és könyvismertetéseket a Religio és Nevelésbe; az Egyetemes Magyar Encyclopaediának is munkatársa volt.

## Munkái
- Nézetek a káptalanok, apátok és préspostok országgyűlési szavazatjogáról. Eger, 1847. (Névtelenül).
- A katholika religio tankönyve. Martin Konrád ... után német eredetiből fordította. Kiadja a Szent István társulat. Uo. 1854. Két kötet. (2. kiadás. Uo. 1857).